# Mistrzostwa Europy w Hokeju na Trawie Mężczyzn 2013
14. Mistrzostwa Europy w Hokeju na Trawie Mężczyzn odbyły się w dniach 17–25 sierpnia 2013 w Boom (Belgia). 

## Uczestnicy
| - Belgia - Czechy - Hiszpania - Niemcy | - Anglia - Holandia - Irlandia - Polska |

## Faza grupowa

### Grupa A

#### Wyniki
| Data - Czas         |           |           | Wynik |
| ------------------- | --------- | --------- | ----- |
| 17 sierpnia – 16:00 | Hiszpania | Czechy    | 6:1   |
| 17 sierpnia – 20:00 | Niemcy    | Belgia    | 1:2   |
| 19 sierpnia – 14:00 | Hiszpania | Niemcy    | 3:6   |
| 19 sierpnia – 18:00 | Belgia    | Czechy    | 4:0   |
| 21 sierpnia – 16:00 | Niemcy    | Czechy    | 3:0   |
| 21 sierpnia – 18:00 | Belgia    | Hiszpania | 2:2   |

#### Tabela
| Poz. | Reprezentacja | Pkt | Mecze | Mecze | Mecze | Mecze | Bramki | Bramki | Bramki |
| Poz. | Reprezentacja | Pkt | M     | Z     | R     | P     | zdob.  | str.   | bilans |
| ---- | ------------- | --- | ----- | ----- | ----- | ----- | ------ | ------ | ------ |
| 1    | Belgia        | 7   | 3     | 2     | 1     | 0     | 8      | 3      | 5+     |
| 2    | Niemcy        | 6   | 3     | 2     | 0     | 1     | 10     | 5      | 5+     |
| 3    | Hiszpania     | 4   | 3     | 1     | 1     | 1     | 11     | 9      | 2+     |
| 4    | Czechy        | 0   | 3     | 0     | 0     | 3     | 1      | 13     | 12−    |

### Grupa B

#### Wyniki
| Data – Czas         |          |          | Wynik |
| ------------------- | -------- | -------- | ----- |
| 18 sierpnia – 10:00 | Anglia   | Polska   | 5:2   |
| 18 sierpnia – 18:00 | Holandia | Irlandia | 2:1   |
| 19 sierpnia – 16:00 | Irlandia | Polska   | 4:2   |
| 19 sierpnia – 20:00 | Anglia   | Holandia | 1:2   |
| 21 sierpnia – 11:30 | Irlandia | Anglia   | 2:2   |
| 21 sierpnia – 20:00 | Holandia | Polska   | 12:0  |

#### Tabela
| Poz. | Reprezentacja | Pkt | Mecze | Mecze | Mecze | Mecze | Bramki | Bramki | Bramki |
| Poz. | Reprezentacja | Pkt | M     | Z     | R     | P     | zdob.  | str.   | bilans |
| ---- | ------------- | --- | ----- | ----- | ----- | ----- | ------ | ------ | ------ |
| 1    | Holandia      | 9   | 3     | 3     | 0     | 0     | 16     | 2      | 14+    |
| 2    | Anglia        | 4   | 3     | 1     | 1     | 1     | 8      | 6      | 2+     |
| 3    | Irlandia      | 4   | 3     | 1     | 1     | 1     | 7      | 6      | 1+     |
| 4    | Polska        | 0   | 3     | 0     | 0     | 3     | 4      | 21     | 17−    |

## Faza zasadnicza

### Mecze o miejsca 5-8.

#### Wyniki
| Data – Czas         |           |          | Wynik |
| ------------------- | --------- | -------- | ----- |
| 23 sierpnia – 14:00 | Czechy    | Polska   | 1:4   |
| 23 sierpnia – 16:00 | Hiszpania | Irlandia | 4:0   |
| 25 sierpnia – 09:00 | Hiszpania | Polska   | 4:1   |
| 25 sierpnia – 11:00 | Irlandia  | Czechy   | 3:3   |

#### Tabela
| Poz. | Reprezentacja | Pkt | Mecze | Mecze | Mecze | Mecze | Bramki | Bramki | Bramki |
| Poz. | Reprezentacja | Pkt | M     | Z     | R     | P     | zdob.  | str.   | bilans |
| ---- | ------------- | --- | ----- | ----- | ----- | ----- | ------ | ------ | ------ |
| 1    | Hiszpania     | 9   | 3     | 3     | 0     | 0     | 14     | 2      | 12+    |
| 2    | Irlandia      | 4   | 3     | 1     | 1     | 1     | 7      | 9      | 2-     |
| 3    | Polska        | 3   | 3     | 1     | 0     | 2     | 7      | 9      | 2-     |
| 4    | Czechy        | 1   | 3     | 0     | 1     | 2     | 5      | 13     | 8−     |

#### Półfinały
|  |                            |           |           |                            |   |        |        |       |
|  | Półfinały                  | Półfinały | Półfinały |                            |   | Finał  | Finał  | Finał |
|  | Półfinały                  | Półfinały | Półfinały |                            |   | Finał  | Finał  | Finał |
|  | 23 sierpnia – 18:00 (Boom) |           |           |                            |   |        |        |       |
|  |                            |           |           |                            |   |        |        |       |
|  | Niemcy                     | Niemcy    | 5         |                            |   |        |        |       |
|  | Niemcy                     | Niemcy    | 5         | 25 sierpnia – 16:00 (Boom) |   |        |        |       |
|  | Holandia                   | Holandia  | 3         |                            |   |        |        |       |
|  | Holandia                   | Holandia  | 3         |                            |   | Niemcy | Niemcy | 3     |
|  | 23 sierpnia – 20:30 (Boom) |           |           |                            |   | Niemcy | Niemcy | 3     |
|  |                            |           | Belgia    | Belgia                     | 1 |        |        |       |
|  | Belgia                     | Belgia    | Belgia    | Belgia                     | 1 | 3      |        |       |
|  | Belgia                     | Belgia    |           |                            |   |        |        |       |
|  | Anglia                     | Anglia    | 0         |                            |   |        |        |       |
|  | Anglia                     | Anglia    | 0         | Mecz o 3. miejsce          |   |        |        |       |
|  |                            |           |           |                            |   |        |        |       |
|  | 25 sierpnia – 13:30 (Boom) |           |           |                            |   |        |        |       |
|  |                            |           |           |                            |   |        |        |       |
|  | Anglia                     | Anglia    | 2         |                            |   |        |        |       |
|  | Anglia                     | Anglia    | 2         |                            |   |        |        |       |
|  | Holandia                   | Holandia  | 3         |                            |   |        |        |       |
|  | Holandia                   | Holandia  | 3         |                            |   |        |        |       |

## Końcowa klasyfikacja
| Lp. | Drużyna   |
| --- | --------- |
|     | Niemcy    |
|     | Belgia    |
|     | Holandia  |
| 4.  | Anglia    |
| 5.  | Hiszpania |
| 6.  | Irlandia  |
| 7.  | Polska    |
| 8.  | Czechy    |